# Académie nationale des sciences et techniques du Sénégal
LAcadémie nationale des sciences et techniques du Sénégal (ANSTS) est un établissement public sous la forme d'une association dont les statuts ont été approuvés par décret no 2006-289 du 3 avril 2006, mais dont la cérémonie constitutive s'est déroulée le 9 novembre 1999 en présence des membres fondateurs pressentis. Elle était en projet depuis 1990. C'est une société savante bénéficiant des avantages des institutions nationales reconnues d'utilité publique, placée sous le patronage du président de la République du Sénégal. Son siège est au 61, boulevard Djily Mbaye à Dakar.
L'ANSTS a notamment pour objet :
- d'assister, de conseiller l'État sénégalais dans le cadre de la définition et de la mise en œuvre de la politique nationale en matière de science et technologie ;
- d'encourager la recherche scientifique, d'initier, d'impulser et de développer des programmes dans les domaines de la science et de la technologie ;
- d'aider à la promotion et à la valorisation des résultats de la recherche ;
- de faciliter les échanges avec les organismes similaires ;
- de décerner des prix et récompenses à des personnes qui se sont distinguées par leurs travaux ;
- de susciter des vocations scientifiques auprès des jeunes et des femmes ;
- de contribuer au développement de la culture scientifique et au rapprochement entre science et société.